# TVA Nouvelles
TVA Nouvelles est une filiale du Groupe TVA possédant la salle des nouvelles et s'occupant de produire les différents bulletins d'informations et émissions d'actualité.

## Historique
En septembre 2020, le groupe annonce que Serge Fortin, qui dirigeait depuis 2004 l'ensemble des activités de TVA Nouvelles et Le Canal Nouvelles sera remplacé par Martin Picard, Vice-président et Chef de l’exploitation du contenu.
En raison de problèmes financiers, Groupe TVA annonce un important plan de réorganisation dans le secteur de l'information. Les dérivés régionaux (Est-du-Québec, Saguenay–Lac-Saint-Jean, Sherbrooke et Trois-Rivières) sont tourné dorénavant à la station CFCM-DT également met fin aux bulletins de fin de semaine à Québec.

### Identité visuelle (logotype)

Logo de 2012 au 10 novembre 2020.
Logo depuis le 11 novembre 2020.

## Production
Le TVA Nouvelles est aussi le nom du bulletin d'information diffusé sur la chaîne de télévision québécoise TVA. L'émission a porté à l'origine le nom de Le TVA 12h, Le TVA 17h, Le TVA 18h, Le TVA Réseau ou Le TVA 22h.
Depuis 1976, l'émission est présentée par Pierre Bruneau dans son édition de 18 heures. L'édition de 22 heures a été présentée par différentes personnalités, dont Jacques Moisan, Stéphan Bureau et Simon Durivage. Depuis 2002, c'est Sophie Thibault qui en assure l'animation. 
Il y a un bulletin de nouvelles toutes les trente minutes dans l'émission matinale Salut, Bonjour !. Le bulletin suivant est celui de 12 h 0 à 13 h 0, animé en direct par Pierre Bruneau à Montréal et Pierre Jobin à Québec. À 12 h 13, Pierre Bruneau reprend l'antenne pour les stations de Montréal, Gatineau/Ottawa, Sherbrooke et Trois-Rivières. Pierre Jobin, quant à lui, assure les bulletins des stations de Québec et du Saguenay. Mais maintenant depuis 2010 chaque station produit son propre bulletin régionale le midi de 12 h 13, à 12 h 30, Ensuite Pierre Bruneau et Pierre Jobin reviennent pour la dernière demi-heure de l'émission[pertinence contestée].
Depuis le 11 septembre 2001, un nouveau bulletin s'est ajouté à la programmation, et ce à 17 heures. Coanimé avec Claude Charron entre 2002 et 2006, Pierre Bruneau en assure maintenant la présentation. Ce bulletin est national jusqu'à 18 heures 10. Ensuite, chaque station TVA produit son bulletin régional. Sophie Thibault assure la lecture et l'animation du TVA Nouvelles de 22 h, qui est national ou autrefois appelé réseau. Ainsi, toutes les stations du Réseau TVA diffusent ce bulletin, qui est en ondes jusqu'à 22 h 45[pertinence contestée].